# Biopunk

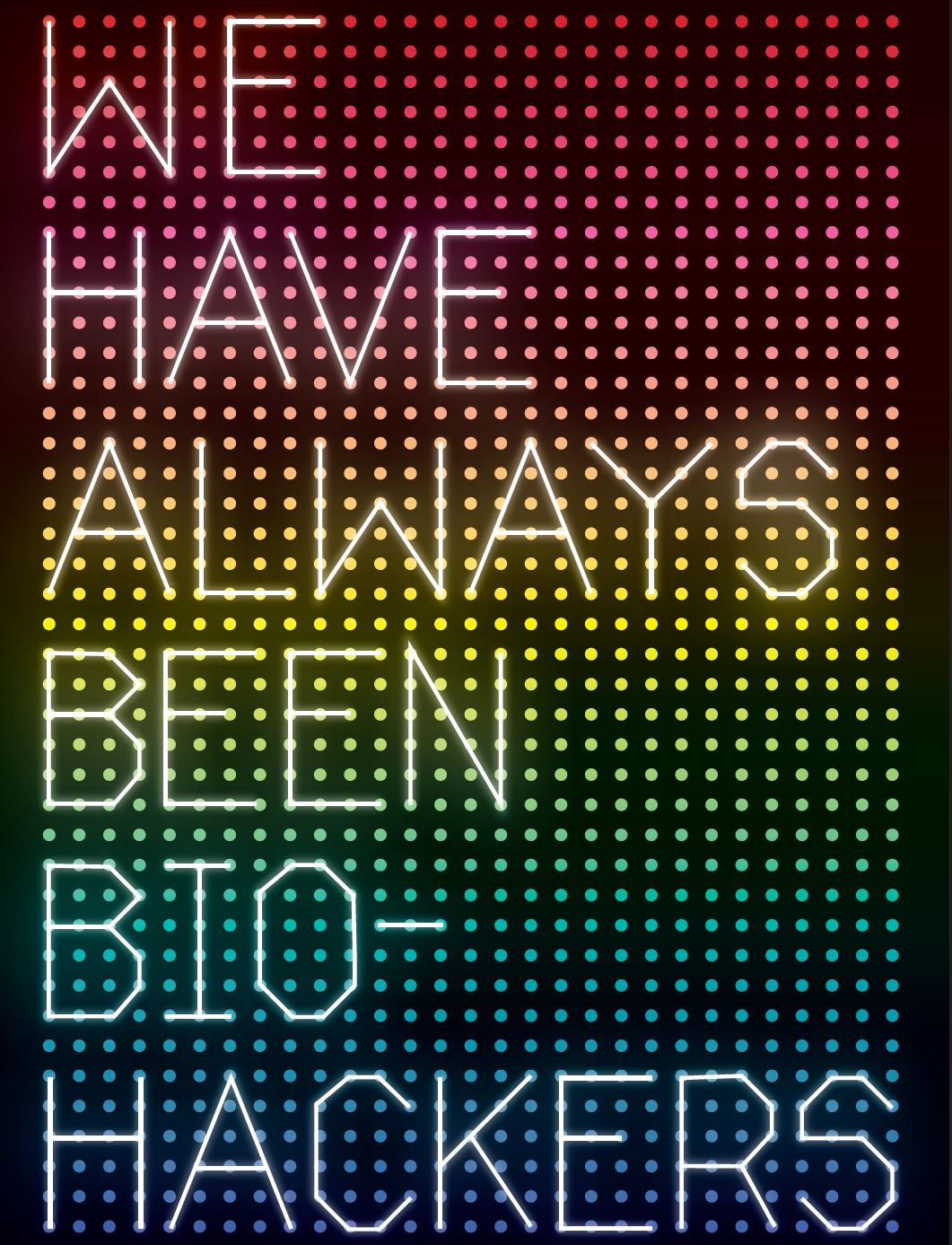
Póster Biopunk

El biopunk (neologismo que resulta de la contracción de los términos "biotechnology" y "punk") es un subgénero dentro del "ciberpunk" que utiliza elementos de la novela policíaca, el cine negro, el anime y la prosa posmodernista para describir una sociedad nihilista y underground basada en la biotecnología.
El biopunk describe a los movimientos contraculturales que se desarrollaron durante la “revolución biotecnológica”, especialmente en las décadas de 1990 y 2000, de la que se esperaba que tuviera un importante impacto en la sociedad de la primera mitad del siglo XXI. El tema principal de este subgénero es la lucha de un individuo o un colectivo, a menudo resultantes de la experimentación con ADN humano, contra un régimen totalitario o una gran corporación que emplea la biotecnología para fines no éticos, como el control social. A diferencia del cyberpunk, la historia no especula sobre la tecnología de la información sino sobre biología sintética. Y al igual que en el postcyberpunk, los individuos suelen estar modificados y perfeccionados genéticamente. La característica común de las historias del biopunk es la presencia de una “black clinic” (clínica negra), es decir, un laboratorio, clínica u hospital donde se realizan modificaciones biológicas o manipulaciones genéticas ilegales o de dudosa ética.
Uno de los escritores más prominentes dentro de este campo es Paul Di Filippo, que ha denominado a sus relatos ribofunk (término que hace referencia a los ribosomas).

## Literatura
- Ribofunk de Paul Di Filippo[1][4]
- Holy Fire de Bruce Sterling
- The Movement of Mountains y The Brains of Rats de Michael Blumlein[5]
- Los señores del cielo de John Brosnan
- Clade y Crache de Mark Budz[6]
- White Devils de Paul J. McAuley[7][8]
- La trilogía de Xenogenesis de Octavia E. Butler
- La radio de Darwin de Greg Bear
- La revolución será contagiada de JJ Merelo
- La chica mecánica de Paolo Bacigalupi
- Orpheus de Manuel Braceli

## Cine y televisión
- La mosca (1986)
- Parque Jurásico (1993)
- Street Fighter: La última batalla (1994)
- Gattaca (1997)[9]
- Dark Angel (2000)[10]
- Geneshaft (2001)
- Gen Mishima (2008)
- Jurassic World (2015)
- Gemini Man (2019)

## Videojuegos
- Spore
- Prototype (videojuego)
- BioShock[11]
- Detroit: Become Human

## Cómics y manga
- Doktor Sleepless de Warren Ellis[12]
- Deadman Wonderland, manga escrito por Jinsei Kataoka e ilustrado por Kazuma Kondou.
- Neon Genesis Evangelion, escrito e ilustrado por Yoshiyuki Sadamoto, basado en el anime escrito y dirigido por Hideaki Anno.
- Terraformars, manga escrito por Yū Sasuga e ilustrado por Kenichi Tachibana.
- Akira, ilustrado por Katsuhiro Ōtomo.
- Cybersix, escrito por Carlos Trillo e ilustrado por Carlos Meglia.